# Boggie (album)
Boggie – debiutancki album studyjny węgierskiej piosenkarki Boglárki „Boggie” Csemer wydany 13 kwietnia 2013 roku nakładem wytwórni Tom-Tom Records.
Płyta zadebiutowała na 17. miejscu listy najczęściej kupowanych płyt jazzowych w Stanach Zjednoczonych.

## Single
Pierwszym singlem promującym płytę został utwór „Japánkert”, który został wydany w 2012 roku. 
Drugim singlem została piosenka „Nouveau parfum” (lub po prostu „Parfüm”) wydana w 2013 roku, do której ukazał się teledysk przedstawiający w satyryczny sposób piosenkarkę retuszowaną w programie graficznym podczas śpiewania utworu. Klip, nakręcony w celu krytyki współczesnego konsumpcjonizmu i kultu perfekcyjności promowanego w mediach oraz zachęcenia kobiet do bycia sobą, wzbudził zainteresowanie internautów m.in. w Wielkiej Brytanii, Stanach Zjednoczonych i Polsce.

## Lista utworów
Spis sporządzono na podstawie materiału źródłowego.
| Nr  | Tytuł utworu                         | Długość |
| --- | ------------------------------------ | ------- |
| 1.  | „New Sun”                            | 4:21    |
| 2.  | „Sing Lullaby”                       | 3:53    |
| 3.  | „Parfüm”                             | 3:38    |
| 4.  | „Japánkert”                          | 3:54    |
| 5.  | „Je veux l’aventure”                 | 4:18    |
| 6.  | „Un an à Paris”                      | 3:44    |
| 7.  | „Sympathique”                        | 4:06    |
| 8.  | „Quelques”                           | 4:11    |
| 9.  | „Feelin’”                            | 4:17    |
| 10. | „God Takes It”                       | 5:22    |
| 11. | „Nouveau Parfum”                     | 3:38    |
| 12. | „Sing Lullaby” (z Andrásem Petruską) | 3:53    |
| 13. | „Japanese Garden”                    | 3:53    |
|     |                                      | 53:08   |

## Notowania na listach przebojów
| Kraj              | Lista (2013-14)    | Najwyższe miejsce |
| ----------------- | ------------------ | ----------------- |
| Węgry             | Top 40 Albums      | 4                 |
| Stany Zjednoczone | Hot 35 Jazz Albums | 17                |